# Vernou-en-Sologne
Vernou-en-Sologne är en kommun i departementet Loir-et-Cher i regionen Centre-Val de Loire i de centrala delarna av Frankrike. Kommunen ligger i kantonen Romorantin-Lanthenay-Nord som tillhör arrondissementet Romorantin-Lanthenay. År 2022 hade Vernou-en-Sologne 557 invånare.

## Befolkningsutveckling
Antalet invånare i kommunen Vernou-en-Sologne
| Referens: INSEE |